# Codex Nanianus
- Papyrus
- Onciale
- Minuscules
- Lectionnaire

Le Codex Nanianus, portant le numéro de référence  U ou 030 (Gregory-Aland), ε 90 (Soden), est un manuscrit de vélin en écriture grecque onciale. 

## Description
Le codex se compose de 291 folios, écrites sur deux colonnes, à 21 lignes par colonne. Les dimensions du manuscrit sont 22,5 x 16,7 cm,. 
Ce manuscrit contient le texte des quatre Évangiles. Il comporte aussi un Canons de concordances, des enluminures et de nombreuses notes marginales. En sus, il contient aussi l'Epistula ad Carpianum, les tables de κεφαλαια, τιτλοι (titres), κεφαλαια (chapitres), images et abonnements. 
Les paléographes sont unanimes pour dater ce manuscrit du IXe siècle,. 
Texte
Ce codex est un représentant du texte byzantin, proche du Codex Basilensis. Kurt Aland le classe en Catégorie V.

## Histoire
Le nom du manuscrit est venu après son dernier propriétaire Giovanni Nanni (1432-1502). Le manuscrit a été décrit par Mingarelli.
Il est conservé à la Biblioteca Marciana 1397 (1, 8), à Venise,.